# Karel Theys
Karel Theys (7 juli 1959), is een Belgische bassist die in verschillende bekende groepen speelde.
Karel Theys raakte bekend met de groep The Employees. Nadien speelde hij bij Clouseau, een band die hij op 18 maart 1991 gedwongen verliet, hij bleef wel nog een tijdje meespelen met de band. Het voorval inspireerde Bart Peeters tot het schrijven van een loflied ('Karel') over Karel Theys dat verscheen op "Kattekwaad", een kinder-cd voor het gelijknamige radioprogramma van Kathy Lindekens.
Nadien speelde hij met voormalige Employees-gitarist Kloot Per W bij De Lama's en het solowerk van Kloot Per W. Hij speelde af en toe nog mee op platen van andere artiesten, maar richtte zich professioneel op zijn vertaalbureau. 

## Bands
- The Employees: 1980-1982
- Clouseau : 1984-1991
- De Lama's : 1993-1995